# 楊旦 (正德進士)
楊旦（1488年—？），字啟東，號中泉，河南開封府許州郾城縣人，軍籍，明朝政治人物。

## 生平
河南鄉試第二十五名舉人。正德十六年（1521年）中式辛巳科會試第二百七十一名，登第三甲第十一名進士。初任吉安府推官，擢升刑部主事，又調補户部。嘉靖十年（1531年）轉任兵部。因公署发生火灾，被贬为河间府推官，一年后升任同知，不久再次升任工部郎中，次年出任西安府知府，未任而卒。

## 家族
曾祖楊旺；祖父楊旻；父楊琳，曾任訓導。母郭氏。重庆下。弟楊昴。